# Rugby Europe International Championships 2021/2022

Schemat rozgrywek

Rugby Europe International Championships 2021/2022 – szósta edycja rozgrywek organizowanych przez Rugby Europe, w których triumfator sięga po tytuł mistrza Europy tej organizacji.

## Format rozgrywek
Pomimo faktu, że w poprzednim sezonie odbyły się jedynie spotkania pierwszego poziomu rozgrywek, Rugby Europe Championship, zasadnicza struktura rozgrywek nie uległa znaczącym zmianom w porównaniu z edycją 2019/2020. Po zakończeniu rozgrywek najlepsza spośród sześciu drużyn najwyższego poziomu otrzymuje tytuł Mistrza Rugby Europe, zaś najsłabsza trafia do jednomeczowego barażu o utrzymanie, który rozgrywany jest na jego terenie. Z uwagi na pandemię COVID-19, odwołanie sezonu 2020/2021 na poziomach poniżej pierwszego oraz zmianę kalendarza rozgrywek Rugby Europe Championship 2021 nowa edycja zmagań (na niższych poziomach) wystartowała przed zakończeniem poprzedniego sezonu w grupie mistrzowskiej. Z tej samej przyczyny (brak zwycięzcy RE Trophy ze sezon 2020/2021) nie przewidziano zmiany zespołów w grupie RE Championship pomiędzy edycjami 2021 i 2022.
Drugi poziom rozgrywek stanowi Rugby Europe Trophy („Trofeum Rugby Europe”), które także liczy sześć drużyn. Zwycięzca rywalizuje o awans z najsłabszą ekipą RE Championship, z kolei najsłabszy spada na niższy poziom (w trakcie sezonu 2021/2022 zapowiedziano reorganizację rozgrywek – powiększenie poziomu RE Championship do ośmiu drużyn, a co za tym idzie awans dwóch zespołów z RE Trophy przy jednoczesnym braku spadków).
Kolejny etap stanowi Rugby Europe Conference („Konferencja Rugby Europe”) – na tym poziomie rywalizuje 19 zespołów  podzielonych na dwie dywizje (1 i 2), a wewnątrz nich na dwie grupy, północną i południową. Podział na grupy odbywa się każdorazowo przed startem rozgrywek z uwzględnieniem czynników geograficznych. Zwycięzcy każdej z grup Dywizji 1 RE Conference rozgrywają mecz barażowy o awans, którego gospodarzem jest zespół lepszy w łącznej tabeli. Najsłabszy zespół każdej z grup spada do odpowiedniej grupy w Dywizji 2, zaś ich miejsce w dywizji 1 zastępuje najlepszy zespół właściwej grupy z Dywizji 2.
Zgodnie z wcześniejszymi regułami najsłabszy zespół w łącznej tabeli Dywizji 2 RE Conference spadać powinien na piąty, najniższy poziom rozgrywek, jakim jest Rugby Europe Development („Rozwój Rugby Europe”). Najlepsza spośród nich awansuje do RE Conference. Start rozgrywek w najniższej, piątej klasie nie został początkowo potwierdzony. Spotkania na tym poziomie rozegrano dopiero w kwietniu i maju 2022 r. (odbyły się zaledwie trzy z zaplanowanych czterech meczów).
Na wszystkich etapach zawodów spotkania rozgrywane są jednorundowym systemem kołowym. W sumie reprezentacje w jednym sezonie rozgrywają – w zależności od szczebla – cztery lub pięć spotkań, spośród których dwa lub trzy u siebie, pozostałe zaś na wyjeździe. Wyjątkiem od reguły jest najniższy, piąty poziom. Na wszystkich piętrach kwestie zwycięstwa w rozgrywkach, awansów i spadków rozstrzygane są dorocznie.
Wobec reorganizacji rozgrywek w czasie trwania sezonu zasady awansów uległy zmianie. Powiększenie pierwszego poziomu zawodów od sezonu 2022/2023 spowodowało konieczność automatycznych awansów zwycięzców poszczególnych grup przy jednoczesnym braku spadków. Prawdopodobnie z tego też względu odstąpiono od rozgrywania kilku zaległych spotkań: Węgry – Łotwa w Conference 1, Finlandia – Mołdawia w Conference 2 czy Estonia – Słowacja w Develpoment League.

## Rugby Europe Championship
|   | Drużyna    | Mecze | Wygrane | Remisy | Przegrane | Bilans punktów | Różnica | Punkty dodatkowe | Punkty |
| - | ---------- | ----- | ------- | ------ | --------- | -------------- | ------- | ---------------- | ------ |
| 1 | Gruzja     | 5     | 4       | 1      | 0         | 172:73         | +99     | 2                | 20     |
| 2 | Hiszpania  | 5     | 4       | 0      | 1         | 170:135        | +35     | 1                | 17     |
| 3 | Rumunia    | 5     | 3       | 0      | 2         | 153:128        | +25     | 2                | 14     |
| 4 | Portugalia | 5     | 2       | 0      | 3         | 139:98         | +41     | 2                | 12     |
| 5 | Holandia   | 5     | 1       | 0      | 4         | 25:212         | −187    | 0                | 4      |
| 6 | Rosja      | 5     | 0       | 0      | 5         | 62:75          | −13     | 1                | 1      |

|            | Gruzja | Hiszpania | Holandia | Portugalia | Rosja | Rumunia |
| ---------- | ------ | --------- | -------- | ---------- | ----- | ------- |
| Gruzja     |        | 49:15     |          | 25:25      | wo.   |         |
| Hiszpania  |        |           | 43:0     | 33:28      |       | 38:21   |
| Holandia   | 10:72  |           |          |            |       | 12:38   |
| Portugalia |        |           | 59:3     |            | wo.   |         |
| Rosja      |        | 37:41     | wo.      |            |       |         |
| Rumunia    | 23:26  |           |          | 37:27      | 34:25 |         |

## Rugby Europe Trophy
|   | Drużyna    | Mecze | Wygrane | Remisy | Przegrane | Bilans punktów | Różnica | Punkty dodatkowe | Punkty |
| - | ---------- | ----- | ------- | ------ | --------- | -------------- | ------- | ---------------- | ------ |
| 1 | Belgia     | 5     | 4       | 0      | 1         | 149:76         | +73     | 5                | 21     |
| 2 | Polska     | 5     | 4       | 0      | 1         | 139:116        | +23     | 1                | 17     |
| 3 | Niemcy     | 5     | 3       | 0      | 2         | 150:95         | +55     | 5                | 12     |
| 4 | Szwajcaria | 5     | 2       | 0      | 3         | 120:17         | −25     | 1                | 9      |
| 5 | Ukraina    | 5     | 1       | 0      | 4         | 63:148         | −85     | 1                | 5      |
| 6 | Litwa      | 5     | 1       | 0      | 4         | 108:177        | −69     | 1                | 5      |

|            | Belgia | Litwa | Polska | Niemcy | Szwajcaria | Ukraina    |
| ---------- | ------ | ----- | ------ | ------ | ---------- | ---------- |
| Belgia     |        |       | 41:11  |        |            | 28:0 (wo.) |
| Litwa      | 17:29  |       |        | 16:46  |            | 37:39      |
| Polska     |        | 43:10 |        | 21:16  | 37:25      |            |
| Niemcy     | 26:33  |       |        |        | 34:25      | 28:0 (wo.) |
| Szwajcaria | 22:18  | 20:28 |        |        |            |            |
| Ukraina    |        |       | 24:27  |        | 0:28 (wo.) |            |

## Rugby Europe Conference

### Dywizja 1
Grupa północna
|   | Drużyna    | Mecze | Wygrane | Remisy | Przegrane | Bilans punktów | Różnica | Punkty dodatkowe | Punkty |
| - | ---------- | ----- | ------- | ------ | --------- | -------------- | ------- | ---------------- | ------ |
| 1 | Szwecja    | 4     | 4       | 0      | 0         | 154:73         | +81     | 3                | 19     |
| 2 | Czechy     | 4     | 3       | 0      | 1         | 142:70         | +72     | 3                | 15     |
| 3 | Łotwa      | 3     | 1       | 0      | 2         | 74:109         | −35     | 1                | 5      |
| 4 | Luksemburg | 4     | 1       | 0      | 3         | 56:145         | −89     | 0                | 4      |
| 5 | Węgry      | 3     | 0       | 0      | 3         | 61:90          | −29     | 2                | 2      |

|            | Czechy | Luksemburg | Łotwa | Szwecja | Węgry |
| ---------- | ------ | ---------- | ----- | ------- | ----- |
| Czechy     |        |            | 54:17 |         | 31:13 |
| Luksemburg | 12:39  |            |       |         | 30:23 |
| Łotwa      |        | 32:9       |       | 25:46   |       |
| Szwecja    | 28:18  | 51:5       |       |         |       |
| Węgry      |        |            | —     | 25:29   |       |

Grupa południowa
|   | Drużyna   | Mecze | Wygrane | Remisy | Przegrane | Bilans punktów | Różnica | Punkty dodatkowe | Punkty |
| - | --------- | ----- | ------- | ------ | --------- | -------------- | ------- | ---------------- | ------ |
| 1 | Chorwacja | 4     | 4       | 0      | 0         | 111:33         | +78     | 3                | 19     |
| 2 | Malta     | 4     | 3       | 0      | 1         | 69:40          | +29     | 2                | 14     |
| 3 | Izrael    | 4     | 2       | 0      | 2         | 62:54          | +8      | 1                | 9      |
| 4 | Cypr      | 4     | 1       | 0      | 3         | 58:70          | −12     | 2                | 6      |
| 5 | Słowenia  | 4     | 0       | 0      | 4         | 13:116         | −87     | 0                | 0      |

|           | Chorwacja | Cypr  | Izrael | Malta | Słowenia |
| --------- | --------- | ----- | ------ | ----- | -------- |
| Chorwacja |           |       |        | 7:3   | 48:3     |
| Cypr      | 8:29      |       |        |       | 28:0     |
| Izrael    | 19:27     | 14:12 |        |       |          |
| Malta     |           | 27:10 | 15:13  |       |          |
| Słowenia  |           |       | 0:16   | 10:24 |          |

### Dywizja 2
Grupa północna
|   | Drużyna   | Mecze | Wygrane | Remisy | Przegrane | Bilans punktów | Różnica | Punkty dodatkowe | Punkty |
| - | --------- | ----- | ------- | ------ | --------- | -------------- | ------- | ---------------- | ------ |
| 1 | Mołdawia  | 2     | 2       | 0      | 0         | 55:19          | +36     | 1                | 9      |
| 2 | Dania     | 3     | 2       | 0      | 1         | 95:46          | +49     | 1                | 9      |
| 3 | Finlandia | 2     | 1       | 0      | 1         | 43:32          | +11     | 1                | 5      |
| 4 | Norwegia  | 3     | 0       | 0      | 3         | 3:99           | −96     | 0                | 0      |

|           | Dania | Finlandia | Mołdawia | Norwegia |
| --------- | ----- | --------- | -------- | -------- |
| Dania     |       | 29:19     | 19:27    |          |
| Finlandia |       |           | —        |          |
| Mołdawia  |       |           |          | 28:0     |
| Norwegia  | 0:47  | 3:24      |          |          |

Grupa południowa
|   | Drużyna              | Mecze | Wygrane | Remisy | Przegrane | Bilans punktów | Różnica | Punkty dodatkowe | Punkty |
| - | -------------------- | ----- | ------- | ------ | --------- | -------------- | ------- | ---------------- | ------ |
| 1 | Bułgaria             | 4     | 4       | 0      | 0         | 134:61         | +73     | 3                | 19     |
| 2 | Serbia               | 4     | 3       | 0      | 1         | 110:65         | +45     | 2                | 14     |
| 3 | Andora               | 4     | 1       | 0      | 3         | 71:72          | −1      | 3                | 7      |
| 4 | Bośnia i Hercegowina | 4     | 1       | 1      | 2         | 81:124         | −43     | 0                | 6      |
| 5 | Turcja               | 4     | 0       | 1      | 3         | 58:132         | −74     | 0                | 2      |

|                      | Andora | Bośnia i Hercegowina | Bułgaria | Serbia | Turcja |
| -------------------- | ------ | -------------------- | -------- | ------ | ------ |
| Andora               |        | 18:19                | 13:17    |        |        |
| Bośnia i Hercegowina |        |                      | 24:49    | 19:38  |        |
| Bułgaria             |        |                      |          | 14:11  | 54:13  |
| Serbia               | 24:18  |                      |          |        | 37:14  |
| Turcja               | 12:22  | 19:19                |          |        |        |

## Rugby Europe Development League
|   | Drużyna    | Mecze | Wygrane | Remisy | Przegrane | Bilans punktów | Różnica | Punkty dodatkowe | Punkty |
| - | ---------- | ----- | ------- | ------ | --------- | -------------- | ------- | ---------------- | ------ |
| 1 | Słowacja   | 1     | 1       | 0      | 0         | 65:0           | +65     | 1                | 5      |
| 2 | Czarnogóra | 2     | 1       | 0      | 1         | 28:65          | −37     | 1                | 5      |
| 3 | Estonia    | 1     | 0       | 0      | 1         | 0:28           | −28     | 0                | 0      |

|            | Czarnogóra | Estonia | Słowacja |
| ---------- | ---------- | ------- | -------- |
| Czarnogóra |            | 28:0    |          |
| Estonia    |            |         | —        |
| Słowacja   | 65:0       |         |          |